# Erebia thuringiaca
Erebia thuringiaca är en fjärilsart som beskrevs av Goltz 1930. Erebia thuringiaca ingår i släktet Erebia och familjen praktfjärilar. Inga underarter finns listade i Catalogue of Life.